# Nova Nemeia
Nemeia (em grego:  Νεμέα) é uma cidade no Coríntia, na Grécia, além de ser a sede do município homônimo (Δήμος Νεμέας). Ela está localizada a poucos quilômetros a oeste da cidade antiga de Nemeia, com uma população de 6 483 pessoas.

## Economia
Sua indústria primária é a agricultura e é o centro de várias pequenas aldeias que a circundam, como Koutsi, Petri e Leriza. Nemeia é famosa por seus muitos vinhos produzidos nas planícies da região. 
Nemeia é o mais importante polo produtor de vinho tinto do sul da Grécia e, possivelmente, de toda a Grécia. Em Nemeia, a uva grega Agiorgitiko é utilizada e produz vinhos famosos por sua cor vermelha profunda, aroma complexo e paladar aveludado.

## Ligações externas

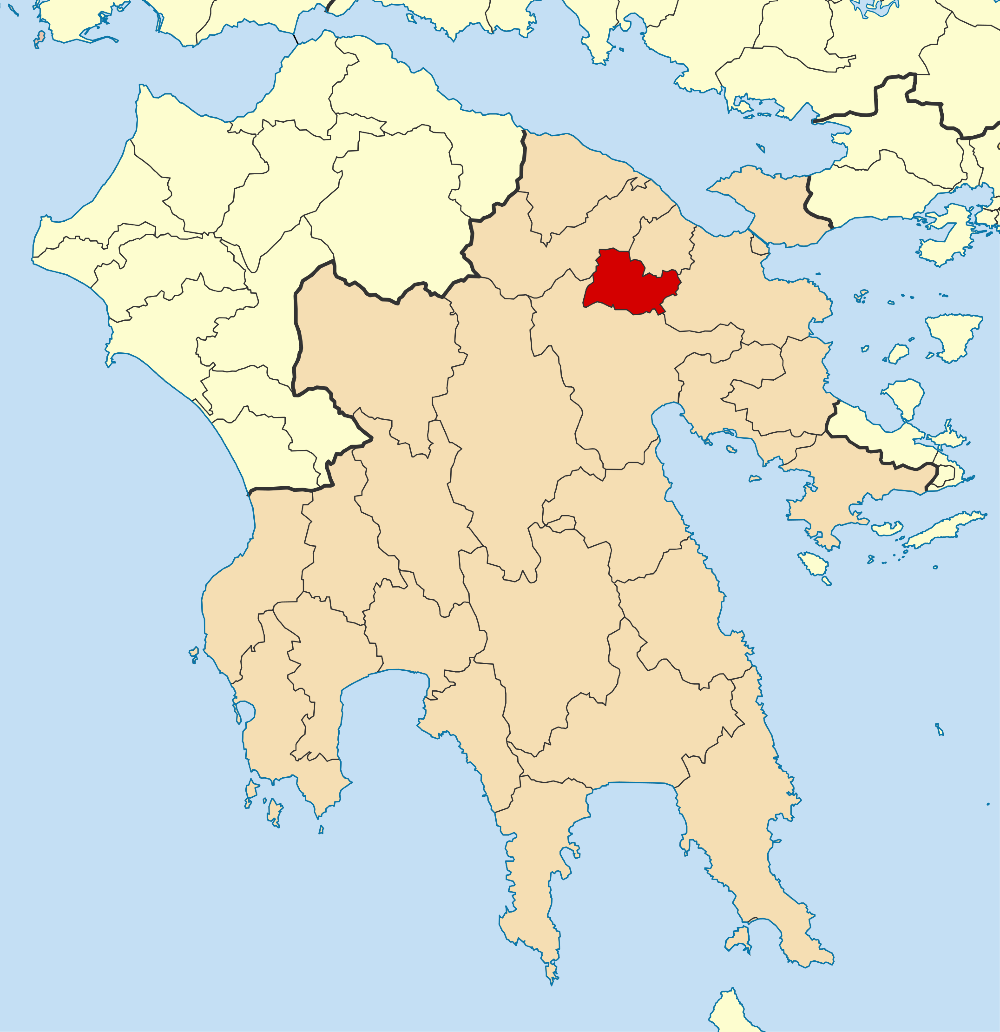
Localização da municipalidade de Nemeia